# Hamartema marthae
Hamartema marthae är en fjärilsart som beskrevs av Lancelot A. Gozmany 1957. Hamartema marthae ingår i släktet Hamartema och familjen Symmocidae. Inga underarter finns listade i Catalogue of Life.